# Automatischer Vorlagenwechsler

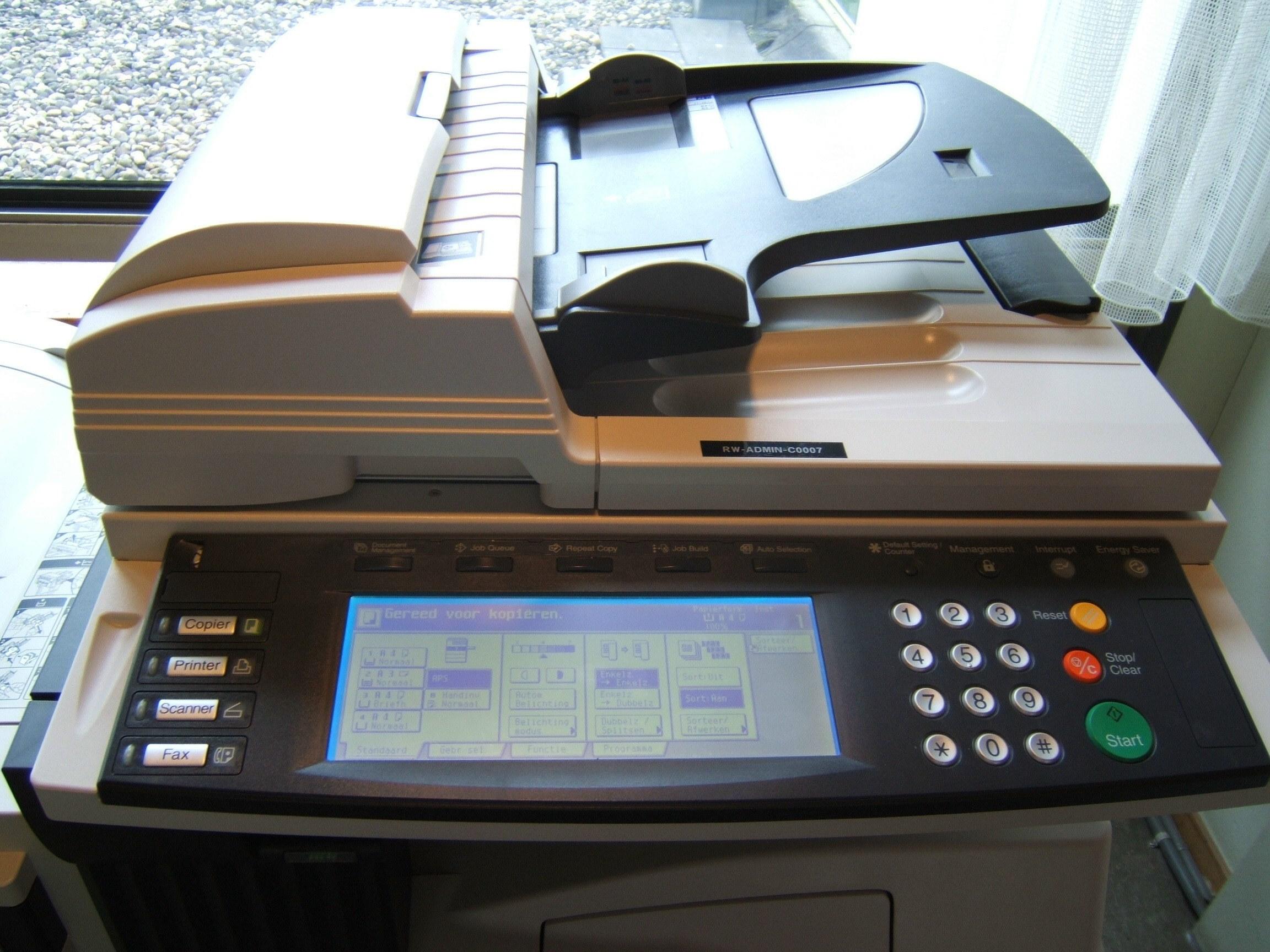
Vorlageneinzug auf einem Kopierer

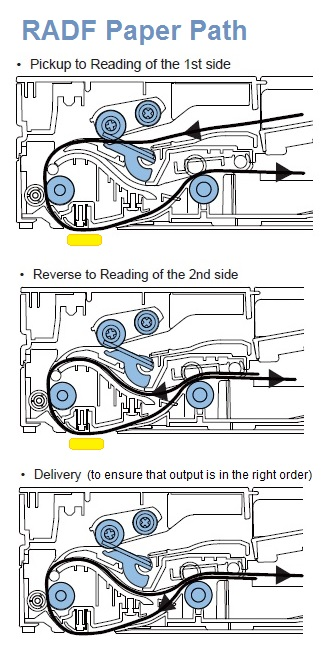
Automatische Vorlagenwechsler (Duplex)

Als Automatischer Dokumenteneinzug oder ADF (englisch Automatic Document Feeder) wird eine elektromechanische Einrichtung bei Kopier-, Fax-, Scan- und Multifunktionsgeräten bezeichnet, mit der eine aus einer oder mehreren Seiten bestehende Vorlage automatisch eingezogen und mit einem Laser- oder LED-Scanner verarbeitet werden kann.

## Begriff
Die Begriffe automatischer Vorlagenwechsler (AVW), automatischer Vorlageneinzug oder Dokumenteneinzug (ADF) sind Überbegriffe für sämtliche Arten von automatischen Dokumenteinzügen, durch welche die Vorlagenglasabdeckung hierbei nicht nach jeder Seite geöffnet und geschlossen werden muss, was eine deutliche Zeitersparnis im Vergleich zum manuellen Scannen über das Auflegen der Vorlagen auf dem Vorlagenglas ermöglicht.

## Technik
Es gibt unterschiedliche Arten des Automatischen Dokumenteneinzuges:
- ADF[1][2] ist die Basisversion des Automatischen Dokumenteneinzugs (englisch Automatic Document Feeder) und zieht einzelne Blätter von einem Papierstapel ein, führt sie über die Abtasteinheit und wirft sie anschließend wieder aus. Es wird dabei nur die Vorderseite eines Blattes eingescannt, dieser Vorgang wird mit dem Fachbegriff Simplex[1] beschrieben. Sofern auch die Rückseite eines Blattes zu scannen ist, muss dieses manuell gedreht dem Scanner erneut zugeführt werden und die nun für Vorder- und Rückseite einzeln vorliegenden Scan-Dateien per Software zusammengeführt werden.
- ARDF (englisch Automatic Reverse Document Feeder)-[3] / RADF (englisch Reverse Automatic Document Feeder)-Varianten[2] wenden das Blatt nochmals im Dokumenteneinzug und führen es für das Scannen der Rückseite nochmals am Laser- oder LED-Scanelement vorbei.[4] Da Rückseite und Vorderseite eingescannt sind, ist der Fachbegriff hierzu Duplex oder Duplex-ADF[5].
- DADF (englisch Duplex Automatic Document Feeder)-[2] / SPDF (englisch Single Pass Document Feeder)-Varianten[6] ziehen die Vorlagen in einem Durchlauf zwischen zwei Leseeinheiten – für Vorder- sowie Rückseite – durch die Scannereinheit.[4] Dadurch entfällt das Drehen der Vorlage, wodurch die Qualität der Kopie höher ausfällt – mögliche Verschiebungen von Bild und Text sind gegenüber einem erneuten Einzug wie bei ARDF/RADF-Modellen ausgeschlossen. Diese Variante wird auch als Dual Duplex oder Dual Scan bezeichnet.[7]

## Hinweis
Die Vorlagenkapazität und die Scanleistung der einzelnen Modelle sind von Modell zu Modell und Hersteller zu Hersteller unterschiedlich.
Da bei Geräten mit der erweiterten RADF oder DADF Funktionalität auch nur allgemein ADF angegeben sein kann, sollten die genauen Eigenschaften des Automatischen Dokumenteneinzuges bei jedem Gerät im Datenblatt oder dem technischen Handbuch des Herstellers nachgelesen werden.